# Tieli
Koordinaten: 46° 59′ N, 128° 4′ O
Die kreisfreie Stadt Tieli (铁力市,  Tiělì Shì) in der chinesischen Provinz Heilongjiang im Nordosten der Volksrepublik China gehört zum Verwaltungsgebiet der bezirksfreien Stadt Yichun. Tieli hat eine Fläche von 3.840 km² und zählt 225.960 Einwohner (Stand: Zensus 2020).
Zu ihren Sehenswürdigkeiten zählt der daoistische Guandi-Tempel (關帝廟,  Guandi miao, englisch Temple of Emperor Guan).